# Загаринка
Загаринка (каз. Загарин) — село в Мендыкаринском районе Костанайской области Казахстана. Входит в состав Введенского сельского округа. Находится примерно в 43 км к северо-западу от районного центра, села Боровского. Код КАТО — 395643200.

## Население
В 1999 году население села составляло 272 человека (137 мужчин и 135 женщин). По данным переписи 2009 года, в селе проживало 196 человек (96 мужчин и 100 женщин). По данным переписи 2021 года, в селе проживал 151 человек (83 мужчины и 68 женщин).